# بروتوكول اقتران العناوين
بُروتُوكُول حَلّ العَنَاوِين أو بروتوكول اقتران العناوين (بالإنجليزية: Address Resolution Protocol ARP)‏ هو بروتوكول اتصالات يُستخدم لإيجاد العنوان المُقابل في طبقة الربط لعنوان ما من عناوين الإصدار الرابع من بروتوكول الإنترنت (IPv4) مُستخدم في طبقة الإنترنت، وهي وظيفة حاسمة لنجاح عمل حزمة بروتوكولات الإنترنت (TCP/IP).
وصفت مُحددات هذا البروتوكول في الوثيقة (RFC 826) المُعنونّة: «بروتوكول مطابقة عنوان الإيثرنت» ( An Ethernet Address Resolution Protocol) وهو جزء من معيار الإنترنت.
إن الاستخدام الشائع لهذا البروتوكول هو المطابقة بين عنوان الإصدار الرابع من بروتوكول الإنترنت (IPv4) وعنوان الإيثرنت (Ethernet) المُقابل في نفس كدسة البروتوكولات، ولكنّ يدعم هذا البروتوكول أيضاً العديد من بروتوكولات طبقة الربط مثل: بروتوكول تبديل الأطر (Frame Relay) أو البروتوكولات العاملة بحسب المعيار (IEEE 802.11) الخاص بالشبكات اللاسلكيّة.
لا يدعم هذا البروتوكول الإصدار السادس من بروتوكول الإنترنت (IPv6)، وينوب عنه بروتوكول اكتشاف الجيران (NDP) بعمليّة المُطابقة.